# 北埔庄
北埔庄為台灣日治時期1920年至1945年間存在之行政區，轄屬新竹州竹東郡。今新竹縣北埔鄉。

## 行政區劃
北埔庄在臺灣日治時期行政區劃的十二廳時期原屬新竹廳竹北一堡之北埔庄、南埔庄、小份林庄、大湖庄、水磜仔庄、南坑庄、大坪庄。1920年10月，上述7庄合併為北埔庄，轄域內分為北埔、南埔、小分林、大坪、水磜子、南坑、大湖等7個大字。1924年5月6日，竹東郡蕃地的「大隘社」編入大坪。
- 北埔大字下有「北埔」、「南尾」小字名
- 南埔大字下有「南埔」、「番婆坑」、「大分林」、「九分子」小字名
- 小分林大字下有「小分林」、「二寮」小字名
- 大坪大字下有「內大坪」、「外大坪」小字名
- 大湖大字下有「上大湖」、「下大湖」、「尾隘子」小字名
- 水磜子大字下有「水磜子」、「麻布樹排」、「面盆寮」小字名
- 南坑大字下有「小南坑」、「大南坑」小字名[3]

## 設施
- 北埔庄役場
- 北埔郵便局
- 竹東郡警察課北埔分室
- 北埔公學校→北埔國民學校（今新竹縣北埔鄉北埔國民小學）
- 北埔茶葉組合